# Josep del Hoyo
Josep del Hoyo Calduch (* 22. Juni 1954 in Barcelona) ist ein katalanischer Arzt, Ornithologe und Autor. 1989 gehörte er zu den Gründern des Verlagshauses Lynx Edicions in Barcelona. Von 1992 bis 2013 war er Mitherausgeber des Handbook of the Birds of the World (HBW).

## Leben
1977 promovierte del Hoyo in Medizin und Chirurgie an der Autonomen Universität Barcelona. Von 1978 bis 1980 praktizierte er als Landarzt in Roda de Ter, einer Gemeinde in der Comarca Osona. Von 1980 bis 1981 ging er auf eine 13-monatige Vogelerkundungstour durch 15 afrikanische Staaten. 1981 belegte er Ornithologieseminare an der Escuela Teórico-práctica de Zoología Animal y Primatología Aplicada im Zoo Barcelona. In den 1980er Jahren arbeitete del Hoyo als Programmdirektor und Beitragsschreiber für Gesundheitsratgeber im spanischen Fernsehen und Hörfunk, darunter Curar-se en salut (1984) im Fernsehsender TV3 und Catalunya Matí im öffentlich-rechtlichen Hörfunksender Catalunya Ràdio (1985). Curar-se en salut ist auch der Name einer Heftreihe, für die del Hoyo zwischen 1985 und 1986 30 Titel veröffentlichte. Neben seiner Arbeit als Buchautor verfasste del Hoyo zahlreiche Zeitungs- und Journalartikel, darunter für El País, La Vanguardia, The International English Journal (Barcelona), Periplo, Quercus und Geomundo de Miami. 
1989 gründete del Hoyo gemeinsam mit dem Ornithologen Jordi Sargatal und dem Geschäftsmann Ramon Mascort das Verlagshaus Lynx Edicions, das sich in den 1990er-Jahren zu einem Spezialisten für Naturbücher in Europa entwickelte und mit der 17-bändigen Enzyklopädie Handbook of the Birds of the World (1992–2013) ein ornithologisches Standardwerk herausbrachte. Del Hoyo schrieb einige Kapitel für das HBW, darunter für die Familien der Lappentaucher, Ibisse und Löffler, Flamingos und der Hokkohühner. Nach vierjähriger Vorbereitungszeit veröffentlichte del Hoyo in den Jahren 2014 und 2016 in Zusammenarbeit mit Nigel Collar eine zweibändige illustrierte Checkliste über alle Vogelarten der Erde. Seit 2009 leitet er die Bildredaktion für das Handbook of the Mammals of the World.
Del Hoyo filmte über 4800 Vogelarten in über 100 Ländern. Er verfasste über 50 Werke, anfangs medizinische Lehrbücher, ab Mitte der 1980er Jahre legte er sein Hauptaugenmerk auf die ornithologische Literatur. 
Del Hoyo ist Mitglied der Acadèmia de Ciències Mèdiques i de la Salut de Catalunya i de Balears, im World Wildlife Fund und in der IUCN. Von 1988 bis 1992 war er Präsident der katalanischen Naturschutzorganisation Lliga per a la Defensa del Patrimoni Natural (Depana). Von 1994 bis 2008 war er Vizepräsident der Sociedad Española de Ornitología, der spanischen Partnerorganisation von Birdlife International. Zwischen 2005 und 2013 war er während zwei Amtsperioden im Globalen Ausschuss von BirdLife International tätig.

## Dedikationsnamen
2010 schlug der deutsche Ornithologe Norbert Bahr vor, die costa-ricanische Unterart des Schneebussards Pseudastur albicollis costaricensis in Buteo albicollis delhoyoi umzubenennen. Nach Bahrs Ansicht ist das Epitheton costaricencis nach den Richtlinien der ICZN bereits für die Unterart Buteo jamaicensis costaricensis des Rotschwanzbussards vergeben. Diese Auffassung wird jedoch nicht geteilt, da Pseudastur allgemein als valide Gattung angesehen wird. 2022 wurde die Unterart Apaloderma vittatum delhoyoi des Bergtrogons nach del Hoyo benannt.

## Werke (Auswahl)
- La salud y al medio ambiente, 1982
- Guia Médica, 1983
- Atlas Ornitólogic de Catalunya, 1984
- Naturaleza salvaje, 1984
- Curar-se en salut, 1985–1986, 30 Titel
- Sexualitat, 1986
- Observar Ocells a Catalunya, 1989
- Handbook of the Birds of the World, 1992–2013
- Medicina e salute, 1993
- Guía visual del embarazo y del parto, 1996
- Curassows and Related Birds, 2004 (revidierte Neuauflage des gleichnamigen Standardwerks von Jean Delacour und Dean Amadon aus dem Jahr 1973)
- HBW and BirdLife International Illustrated Checklist of the Birds of the World, Vol. 1: Non-Passerines, 2014
- HBW and BirdLife International Illustrated Checklist of the Birds of the World, Vol. 2: Passerines, 2016